# Darwin Cerén
Darwin Adelso Cerén Delgado (Quezaltepeque, La Libertad, El Salvador; 31 de diciembre de 1989) Juega como mediocentro y su equipo actual es el C.D Águila de la Primera División de El Salvador.Es hermano del también futbolista Óscar Cerén. 

## Trayectoria
Sus primeros pasos en el fútbol fueron en un equipo de liga aficionada de su natal Quezaltepeque. Ya en el 2009 inició su carrera profesional con el Club Deportivo Juventud Independiente de San Juan Opico en el Torneo Apertura de la Liga de Ascenso. Con el conjunto opicano ha logrado el título del Torneo Apertura 2010, y el ascenso a la Liga Mayor en el 2011. En el Torneo Apertura 2011 fue nombrado como el mejor novato, mientras que en el 2013, el periódico El Diario de Hoy lo distinguió como el «jugador del año». El 6 de febrero de 2014 se hizo oficial el fichaje del volante salvadoreño por el Orlando City Soccer Club. Cerén firmó por dos años con el equipo leonés.

### Selección nacional
Con la selección nacional de El Salvador, Cerén participó en el preolímpico de Concacaf de 2012, y tres juegos de la clasificación de Concacaf para la Copa Mundial de Fútbol de 2014. Otras participaciones incluyen la Copa Centroamericana 2013 y la Copa de Oro de la Concacaf 2013.
Participó en la Copa de Oro de la Concacaf 2015 y participó en la clasificación de Concacaf para la Copa Mundial de Fútbol de 2018 con 6 partidos jugados y un gol anotado.

## Clubes
Actualizado al último partido jugado el 11 de mayo de 2025.
| Club Deportivo Juventud Independiente · El Salvador | 1.ª                 | 2011-12             | 28  | 0  | -  | - | -  | - | 28  | 0  |
| Club Deportivo Juventud Independiente · El Salvador | 1.ª                 | 2012-13             | 34  | 10 | -  | - | -  | - | 34  | 10 |
| Club Deportivo Juventud Independiente · El Salvador | 1.ª                 | 2013-14             | 21  | 5  | -  | - | -  | - | 21  | 5  |
| Club Deportivo Juventud Independiente · El Salvador | Total               | Total               | 83  | 15 | 0  | 0 | 0  | 0 | 83  | 15 |
| Orlando City Soccer Club Estados Unidos             | 3.ª                 | 2014                | 23  | 2  | 2  | 0 | -  | - | 25  | 2  |
| Orlando City Soccer Club Estados Unidos             | Total               | Total               | 23  | 2  | 2  | 0 | 0  | 0 | 25  | 2  |
| Orlando City Soccer Club Estados Unidos             | 1.ª                 | 2015                | 26  | 2  | 2  | 0 | -  | - | 28  | 2  |
| Orlando City Soccer Club Estados Unidos             | 1.ª                 | 2016                | 16  | 0  | -  | - | -  | - | 16  | 0  |
| Orlando City Soccer Club Estados Unidos             | Total               | Total               | 42  | 2  | 2  | 0 | 0  | 0 | 44  | 2  |
| San Jose Earthquakes Estados Unidos                 | 1.ª                 | 2016                | 12  | 0  | -  | - | -  | - | 12  | 0  |
| San Jose Earthquakes Estados Unidos                 | 1.ª                 | 2017                | 22  | 0  | 1  | 0 | -  | - | 23  | 0  |
| San Jose Earthquakes Estados Unidos                 | Total               | Total               | 34  | 0  | 1  | 0 | 0  | 0 | 35  | 0  |
| Houston Dynamo Football Club Estados Unidos         | 1.ª                 | 2018                | 24  | 1  | 3  | 0 | -  | - | 27  | 1  |
| Houston Dynamo Football Club Estados Unidos         | 1.ª                 | 2019                | 13  | 1  | -  | - | 3  | 0 | 16  | 1  |
| Houston Dynamo Football Club Estados Unidos         | 1.ª                 | 2020                | 20  | 1  | -  | - | -  | - | 20  | 1  |
| Houston Dynamo Football Club Estados Unidos         | 1.ª                 | 2021                | 25  | 0  | -  | - | -  | - | 25  | 0  |
| Houston Dynamo Football Club Estados Unidos         | 1.ª                 | 2022                | 27  | 0  | 3  | 0 | -  | - | 30  | 0  |
| Houston Dynamo Football Club Estados Unidos         | Total               | Total               | 109 | 3  | 6  | 0 | 3  | 0 | 118 | 3  |
| Club Deportivo Águila · El Salvador                 | 1.ª                 | 2023                | 18  | 1  | -  | - | -  | - | 18  | 1  |
| Club Deportivo Águila · El Salvador                 | 1.ª                 | 2023-24             | 39  | 6  | -  | - | 4  | 1 | 43  | 7  |
| Club Deportivo Águila · El Salvador                 | 1.ª                 | 2024-25             | 39  | 6  | -  | - | 8  | 1 | 47  | 7  |
| Club Deportivo Águila · El Salvador                 | 1.ª                 | 2025-26             |     |    |    |   |    |   |     |    |
| Club Deportivo Águila · El Salvador                 | Total               | Total               | 96  | 13 | 0  | 0 | 12 | 2 | 108 | 15 |
| Total en su carrera                                 | Total en su carrera | Total en su carrera | 387 | 35 | 11 | 0 | 15 | 2 | 413 | 37 |
| (2) No incluye goles en partidos amistosos.         |                     |                     |     |    |    |   |    |   |     |    |

Segunda División de El Salvador
| Club                                  | País        | Año         |
| ------------------------------------- | ----------- | ----------- |
| Club Deportivo Juventud Independiente | El Salvador | 2009 - 2011 |

### Selección nacional
| Selección                                      | Año                 | Partidos | Goles |
| ---------------------------------------------- | ------------------- | -------- | ----- |
| El Salvador Sub-23                             |                     |          |       |
| 2012                                           | 3                   | 0        |       |
| Total en su carrera                            | Total en su carrera | 3        | 0     |
| El Salvador                                    |                     |          |       |
| 2012                                           | 5                   | 0        |       |
| 2013                                           | 11                  | 1        |       |
| 2014                                           | 7                   | 0        |       |
| 2015                                           | 10                  | 1        |       |
| 2016                                           | 3                   | 0        |       |
| 2017                                           | 10                  | 0        |       |
| 2018                                           | 1                   | 0        |       |
| 2019                                           | 11                  | 1        |       |
| 2020                                           | 2                   | 0        |       |
| 2021                                           | 20                  | 1        |       |
| 2022                                           | 9                   | 1        |       |
| 2023                                           | 0                   | 0        |       |
| 2024                                           | 9                   | 0        |       |
| Total en su carrera                            | Total en su carrera | 98       | 5     |
| Estadísticas hasta el 18 de noviembre de 2024. |                     |          |       |

## Palmarés

### Trofeos nacionales
| Título                          | Club                   | País           | Año     |
| ------------------------------- | ---------------------- | -------------- | ------- |
| Torneo Apertura-Liga de Ascenso | Juventud Independiente | El Salvador    | 2010    |
| Campeonato de Liga de Ascenso   | Juventud Independiente | El Salvador    | 2010-11 |
| Lamar Hunt U.S. Open Cup        | Houston Dynamo         | Estados Unidos | 2018    |

### Distinciones individuales
| Distinción                         | Año  |
| ---------------------------------- | ---- |
| Mejor novato del Torneo Apertura   | 2011 |
| Jugador del año - El Diario de Hoy | 2013 |
| Jugador Latino del año - MLS       | 2015 |